# Aleksandr Fëdorovič Akimov
Aleksandr Fëdorovič Akimov (in russo Александр Фёдорович Акимов?; Novosibirsk, 6 maggio 1953 – Mosca, 11 maggio 1986) è stato un ingegnere sovietico.
Il suo compito era quello di supervisionare il quarto reattore della centrale nucleare di Černobyl' nella notte del disastro di Černobyl', il 26 aprile 1986.

## Biografia
Aleksandr Akimov è nato il 6 maggio 1953 a Novosibirsk nella RSFS Russa (Repubblica dell'Unione Sovietica). 
Nel 1976, Akimov si è laureato presso l'Istituto energetico di Mosca, con il grado di specialista in ingegneria e automatizzazione dei processi di calore ed energia. Ha iniziato la sua carriera nella centrale nucleare di Černobyl' nel settembre 1979. Durante i suoi primi anni a Černobyl', ha ricoperto incarichi di ingegnere gestionale di turbine e supervisore della sala turbine. Il 10 luglio 1984 Aleksandr Akimov fu nominato alla carica di supervisore del reattore 4.
Nella notte del 26 aprile 1986, Akimov era al suo posto di supervisore del turno notturno al reattore 4 della centrale di Černobyl'. Quella notte si effettuò un test di sicurezza (che però si sarebbe dovuto svolgere 10-12 ore prima, con un gruppo di lavoratori e ingegneri preparati al test e coscienti del loro compito, al contrario della squadra che ebbe il turno di lavoro notturno, che furono comunque “obbligati” ad eseguire la verifica) volto ad assicurare che le turbine fossero in grado di far circolare il refrigerante nei circuiti in condizioni di spegnimento dell'impianto prima che entrassero in funzione le pompe ausiliarie alimentate dal gasolio.
Il test prevedeva di scollegare la turbina dal reattore e di ridurre la potenza al di sotto dei normali livelli operativi di sicurezza. Purtroppo l'operazione fu condotta in maniera troppo brusca provocando quello che viene definito l'avvelenamento del reattore dovuto all'accumulo dell'isotopo xeno 135, un forte assorbitore di neutroni che causa un brusco calo di potenza, rendendo le condizioni operative instabili.
Nonostante le obiezioni di Akimov (per tacitare le quali il vice-direttore tecnico della centrale, Anatolij Djatlov, minacciò Akimov di licenziamento) si decise di continuare l'esperimento: il calo di potenza rilevato venne bilanciato facendo sollevare la quasi totalità delle barre di controllo del reattore (ne furono tenute in posizione solo 6).
Akimov morì l'11 maggio 1986, all'età di 33 anni, due settimane dopo l'incidente, a causa dell'assorbimento delle radiazioni. Fino alla morte, mentre poteva parlare, Akimov ripeteva: "Ho fatto tutto correttamente. Non capisco perché sia successo". Nell'inchiesta iniziale la responsabilità principale dell'incidente fu data a lui ed ai membri della sua squadra. Solo successivamente si risalì alle responsabilità del direttore del reattore che condusse le operazioni, trascurando le elementari linee guida sulla sicurezza dell'impianto e ignorando le ripetute avvisaglie di pericolo.

### Gesta compiute
Constatato che la temperatura del reattore aumentava, Akimov attiva l'interruttore di emergenza AZ-5 per provocare lo spegnimento dell'impianto tramite l'inserimento delle barre di controllo nel reattore. Quello che i tecnici della centrale ignoravano era che per un difetto costruttivo (successivamente corretto) le aste di boro avevano la loro estremità in grafite, che, anziché fungere da inibitore della reazione nucleare, la intensificano. Da ciò ne segue che, fintanto che l'operazione di inserimento delle barre non è completata e l'assorbitore non raggiunge la zona attiva, nel reattore si verifica un aumento della reazione.
Le alte temperature cui il reattore era esposto avevano deformato i fori in cui le barre sarebbero dovute entrare, bloccandole dopo soli 2–3 m (su un'altezza complessiva del reattore di 7 metri) e provocando lo sviluppo di una reazione a catena incontrollata, cosa che produsse una serie di esplosioni del reattore. Sebbene Akimov fosse informato dell'enorme danno al reattore, non ci volle credere e, quindi, trasmise false informazioni sullo stato del reattore per alcune ore. Una volta, però, capita l'effettiva gravità dell'incidente, lavorò con la sua squadra nel reattore fino alle prime ore del mattino, cercando di pompare acqua nel reattore esposto.

## Nei media
È stato interpretato da Alex Lowe nel film della BBC Surviving Disaster: Chernobyl Nuclear Disaster e da Sam Troughton nel 2019 nella miniserie televisiva HBO Chernobyl.